# Jeanette Pohlen-Mavunga
Jeanette Pohlen-Mavunga (ur. 2 maja 1989 w Downey) – amerykańska koszykarka występująca na pozycji rozgrywającej, mistrzyni WNBA z 2012.
Wyszła za mąż za Juliana Mavungę, także koszykarza.

## Osiągnięcia
Na podstawie, o ile nie zaznaczono inaczej.
NCAA
- Wicemistrzyni NCAA (2008, 2010)
- Uczestniczka rozgrywek NCAA Final Four (2008–2011)
- Mistrzyni:
  - turnieju konferencji Pac-10 (2008–2011)
  - sezonu regularnego Pac-10 (2008–2011)
- Zawodniczka roku Pac-10 (2011)
- Zaliczona do:
  - I składu:
    - All-America (2011 przez Associated Press, kapitułę Woodena, USBWA)
    - Pac-10 (2010)
    - najlepszych pierwszorocznych zawodniczek Pac-10 (2008)

  - II składu Pac-10 (2009)

WNBA
- Mistrzyni WNBA (2012)
- Wicemistrzyni WNBA (2015)
- Liderka WNBA w skuteczności rzutów za 3 punkty (2011)[2]

Reprezentacja
- Mistrzyni uniwersjady (2009)